# Xenomorphia
Genre
Espèces de rang inférieur
- † Xenomorphia resurrecta Krogmann, van de Kamp & Schwermann, 2018[1]- espèce type
- † Xenomorphia handschini Krogmann, van de Kamp & Schwermann, 2018[1]

Xenomorphia est un genre fossile de très petits insectes hyménoptères parasitoïdes de la famille des Diapriidae. Il a été découvert à l'intérieur de nymphes de mouches fossilisées datant du Paléogène, entre 66 et 23 Ma (millions d'années), et provenant de la région de Bach, une commune française, située dans le département du Lot en région Occitanie.

## Systématique
Le genre Xenomorphia a été créé en 2018 par Lars Krogmann (d), Thomas van de Kamp (d) et Achim H. Schwermann (d) dans une publication coécrite par Thomas van de Kamp et 17 autres auteurs. 

## Découverte
Ces guêpes parasitoïdes ont été découvertes au sein de nymphes de mouches, minéralisées en phosphates, et extraites des phosphatières de Bach dans le Quercy.
Ces nymphes appartiennent à trois genres différents de mouches :
- Eophora, Handschin
- Megaselia, Rondani
- Spiniphora, Malloch

L'équipe du paléontologue Thomas van de Kamp a étudié 1 510 nymphes fossiles par microtomographie au rayon X ; cette analyse a révélé la présence dans 55 d'entre elles de petites guêpes parasitoïdes à différents stades de leur évolution, appartenant à quatre espèces différentes dont les deux espèces du genre Xenomorphia.
Les deux autres espèces décrites sont :
- Coptera anka ;
- Palaeortona quercyensis[1].

L'âge de ces fossiles est mal connu car les phosphorites du Quercy résultent de comblements de cavités karstiques qui ont duré sur une très longue période au cours du Paléogène.
De plus, les nymphes fossiles étudiées ont été collectées à la fin du XIXe siècle et ont ensuite été archivées, sans indications précises de provenance géographique ou stratigraphique, au musée d'histoire naturelle de Bâle et au muséum suédois d'histoire naturelle.

## Liste des espèces
Deux espèces ont été identifiées par Krogmann, van de Kamp & Schwermann en 2018 :
- † Xenomorphia resurrecta, l'espèce type ;
- † Xenomorphia handschini.

## Description

### Xenomorphia resurrecta
C'est de loin l'espèce la plus commune parmi les 55 individus découverts, avec 24 mâles et 18 femelles.
Les spécimens type montrent une longueur de l'ordre de 0,9 millimètre pour le mâle et de 0,8 millimètre pour la femelle. Ils sont 1,6 à 1,8 fois plus longs que larges.
L'animal possède de longues antennes comportant quatorze segments.

### Xenomorphia handschini
Cette espèce est connue par quatre mâles, une femelle et une nymphe. Elle est plus trapue, 1 à 1,2 fois plus longue que large et un peu plus petite, 0,6 à 0,7 millimètre de long.
Les antennes sont mal conservées, elles ne posséderaient que douze segments.

## Étymologie
Le nom générique, Xenomorphia, fait référence au Xénomorphe (ou Alien,), qui est le nom d'une espèce de créatures endoparasitoïdes extraterrestres de fiction, principales antagonistes dans les films de la saga Alien.
L'espèce Xenomorphia resurrecta doit son épithète spécifique resurrecta au fait qu'elle a été en quelque sorte « ressuscitée » par l'imagerie 3D.
L'espèce Xenomorphia handschini honore, par son épithète spécifique handschini, l'entomologiste suisse Eduard Handschin (d) (1894-1962), qui a trouvé les premières traces d'une guêpe parasitoïde dans les fossiles du Quercy et a reconnu l'importance scientifique de ces dépôts.

## Publication originale
- (en) Thomas van de Kamp, Achim H. Schwermann, Tomy Dos Santos Rolo, Philipp D. Lösel, Thomas Engler, Walter Etter, Tomáš Faragó, Jörg Göttlicher, Vincent Heuveline, Andreas Kopmann, Bastian Mähler, Thomas Mörs, Janes Odar, Jes Rust, Nicholas Tan Jerome, Matthias Vogelgesang, Tilo Baumbach et Lars Krogmann, « Parasitoid biology preserved in mineralized fossils », Nature Communications, NPG, vol. 9, no 1,‎ 28 août 2018, p. 3325 (ISSN 2041-1723, OCLC 614340895, PMID 30154438, PMCID 6113268, DOI 10.1038/S41467-018-05654-Y, lire en ligne).